# Campeonato de Francia de Rugby 15 1991-92
El Campeonato de Francia de Rugby 15 1991-92 fue la 93.ª edición del Campeonato francés de rugby.
El campeón del torneo fue el equipo de Toulon quienes obtuvieron su tercer campeonato.

## Desarrollo
| Grupo 1 - Bègles-Bordeaux - Perpignan - Grenoble - Castres - Dax - Montferrand - Tyrosse - Nice - Périgueux - La Rochelle | Grupo 2 - Agen - Brive - Béziers - Tarbes - Pau - Rumilly - Mont-de-Marsan - Stade Bordelais - Mazamet - Lourdes |
| Grupo 3 - Toulouse - Nîmes - Biarritz - Bourgoin - Le Creusot - Auch - Valence-d'Agen - Cognac - Montchanin - Montauban   | Grupo 4 - Narbonne - Racing - Colomiers - Bayonne - Montpellier - Graulhet - Toulon - Chalon - Romans - Rodez    |

### Dieciseisavos de final
| 1992 | Chalon | 19 - 18 | Bègles-Bordeaux |  |  |

| 1992 | Castres | 15 - 9 | Le Creusot |  |  |

| 1992 | Colomiers | 30 - 6 | Graulhet |  |  |

| 1992 | Perpignan | 37 - 12 | Valence-d'Agen |  |  |

| 1992 | Agen | 30 - 15 | Stade Bordelais |  |  |

| 1992 | Tarbes | 29 - 22 | Montpellier |  |  |

| 1992 | Toulon | 15 - 6 | Nîmes |  |  |

| 1992 | Béziers | 24 - 15 | Auch |  |  |

| 1992 | Toulouse | 21 - 9 | Nice |  |  |

| 1992 | Dax | 15 - 7 | Bourgoin |  |  |

| 1992 | Grenoble | 38 - 18 | Rumilly |  |  |

| 1992 | Racing | 21 - 19 | Montferrand |  |  |

| 1992 | Biarritz | 21 - 15 | Tyrosse |  |  |

| 1992 | Brive | 15 - 12 | Mont-de-Marsan |  |  |

| 1992 | Bayonne | 33 - 17 | Pau |  |  |

| 1992 | Narbonne | 19 - 12 | Cognac |  |  |

### Octavos de final
| 1992 | Castres | 9 - 3 | Chalon |  |  |

| 1992 | Colomiers | 10 - 9 | Perpignan |  |  |

| 1992 | Tarbes | 19 - 15 | Agen |  |  |

| 1992 | Toulon | 15 - 9 | Béziers |  |  |

| 1992 | Dax | 24 - 19 | Toulouse |  |  |

| 1992 | Grenoble | 27 - 12 | Racing |  |  |

| 1992 | Biarritz | 26 - 18 | Brive |  |  |

| 1992 | Bayonne | 16 - 12 | Narbonne |  |  |

### Cuartos de final
| 1992 | Castres | 24 - 15 | Colomiers |  |  |

| 1992 | Toulon | 30 - 30 | Tarbes |  |  |

| 1992 | Grenoble | 22 - 21 | Dax |  |  |

| 1992 | Biarritz | 16 - 15 | Bayonne |  |  |

### Semifinal
| 1992 | Toulon | 18 - 12 | Castres |  |  |

| 1992 | Biarritz | 13 - 9 | Grenoble |  |  |

### Final
| 2 de junio de 1992 | Toulon | 19 - 14 | Biarritz | Parc des Princes, Paris |  |

| Bandera de Francia |
| Campeón Toulon     |
| Tercer título      |